# Formula Tasman 1967
La stagione 1967 della Formula Tasman fu la quarta della serie.  Si disputò tra il 7 gennaio e il 6 marzo, su sei prove. Venne vinta dal pilota britannico Jim Clark su Lotus-Climax.

## La pre-stagione

### Calendario
Le gare valide per il campionato sono solo 6. Vi sono due gare fuori campionato
| Gara | Nome                         | Circuito                 | Giri | Lunghezza           | Data        |
| ---- | ---------------------------- | ------------------------ | ---- | ------------------- | ----------- |
| 1    | Gran Premio di Nuova Zelanda | Circuito di Pukekohe     | 57   | 57x2,816=160,52 km  | 7 gennaio   |
| 2    | Lady Wigram Trophy           | Circuito di Wigram       | 44   | 44x3,730=161,14 km  | 21 gennaio  |
| 3    | Lakeside International       | Circuito di Lakeside     | 66   | 66x2,414=159,32 km  | 12 febbraio |
| 4    | Gran Premio d'Australia      | Circuito di Warwick Farm | 45   | 45x3,621=162,95 km  | 19 febbraio |
| 5    | Sandown International        | Circuito di Sandown      | 52   | 52x3,103=161,346 km | 26 febbraio |
| 6    | South Pacific Trophy         | Circuito di Longford     | 28   | 28x7,242=202,77 km  | 6 marzo     |

### Gare non valide per il campionato
| Gara | Nome                    | Circuito                   | Giri | Lunghezza          | Data       |
| ---- | ----------------------- | -------------------------- | ---- | ------------------ | ---------- |
| 1    | Levin International     | Circuito di Levin          | 43   | 43x1,930=83,03 km  | 14 gennaio |
| 2    | Teretonga International | Circuito di Teretonga Park | 60   | 60x2,575=154,49 km | 28 gennaio |

- Con sfondo scuro le gare corse in Australia, con sfondo chiaro quelle corse in Nuova Zelanda.

## Risultati e classifiche

### Gare
| Gara | Circuito     | Tempo     | Velocità    | Pole Position  | GPV            | Vincitore      | Vettura       |
| ---- | ------------ | --------- | ----------- | -------------- | -------------- | -------------- | ------------- |
| 1    | Pukekohe     | 59'16"4   | 162,49 km/h | Jackie Stewart | Jim Clark      | Jackie Stewart | BRM           |
| 2    | Wigram       | 1h03'34"1 | 153,91 km/h | Jackie Stewart | Jack Brabham   | Jim Clark      | Lotus-Climax  |
| 3    | Lakeside     | 1h00'56"2 | 156,87 km/h | Jim Clark      | Jim Clark      | Jim Clark      | Lotus-Climax  |
| 4    | Warwick Farm | 1h09'17"3 | 141,9 km/h  | Jackie Stewart | Jackie Stewart | Jackie Stewart | BRM           |
| 5    | Sandown      | 59'9"9    | 163,65 km/h | Jack Brabham   |                | Jim Clark      | Lotus-Climax  |
| 6    | Longford     | 1h03'25"6 | 191,83 km/h | Jack Brabham   | Jack Brabham   | Jack Brabham   | Brabham-Repco |

### Gare non valide per il campionato
| Gara | Circuito  | Tempo     | Velocità    | Pole Position | GPV       | Vincitore | Vettura      |
| ---- | --------- | --------- | ----------- | ------------- | --------- | --------- | ------------ |
| 1    | Levin     | 34'59"4   | 142,38 km/h |               | Jim Clark | Jim Clark | Lotus-Climax |
| 2    | Teretonga | 1h04'50"3 | 142,96 km/h | Denny Hulme   | Jim Clark | Jim Clark | Lotus-Climax |

### Classifica piloti
Al vincitore vanno 9 punti, 6 al secondo, 4 al terzo, 3 al quarto, 2 al quinto e 1 al sesto. Non vi sono scarti.
| Punti | 9 | 6 | 4 | 3 | 2 | 1 |

| Pos | Pilota            | NZL | LWT | LAK | AUS | SAN | SPT | Punti |
| --- | ----------------- | --- | --- | --- | --- | --- | --- | ----- |
| 1   | Jim Clark         | 2   | 1   | 1   | 2   | 1   | 2   | 45    |
| 2   | Jackie Stewart    | 1   | Rit | Rit | 1   | Rit | Rit | 18    |
| =   | Jack Brabham      | Rit | 13  | 2   | 4   | NC  | 1   | 18    |
| =   | Frank Gardner     | NP  | 4   | 3   | 3   | 3   | 4   | 18    |
| 5   | Richard Attwood   | 3   | 2   |     |     |     |     | 10    |
| 6   | Kevin Bartlett    | Rit | 5   | 5   | 6   | 5   | 5   | 9     |
| 7   | Leo Geoghegan     |     |     | Rit | 5   | 2   | NP  | 8     |
| 8   | Denny Hulme       | Rit | 3   | 4   | Rit | Rit | Rit | 7     |
| =   | Chris Irwin       |     |     |     | Rit | 4   | 3   | 7     |
| 10  | Jim Palmer        | 4   | Rit |     |     |     |     | 3     |
| =   | John Harvey       |     |     | 6   | Rit | 6   | 6   | 3     |
| 12  | Graeme Lawrence   | 5   | 12  |     |     |     |     | 2     |
| 13  | Dene Hollier      | 6   | Rit |     |     |     |     | 1     |
| =   | Roly Levis        | 9   | 6   |     |     |     |     | 1     |
| —   | Glyn Scott        |     |     | 7   | 7   | 8   |     | 0     |
| —   | Jim Boyd          | 7   | 7   |     |     |     |     | 0     |
| —   | Ian Cook          |     |     | Rit | Rit | 7   |     | 0     |
| —   | Bill Stone        | 8   | 8   |     |     |     |     | 0     |
| —   | Mel McEwin        |     |     | 8   | Rit | Rit |     | 0     |
| —   | Mike Champion     |     |     |     | 8   |     |     | 0     |
| —   | Red Dawson        | NP  | 9   |     |     |     |     | 0     |
| —   | Ken Sager         | 10  |     |     |     |     |     | 0     |
| —   | Laurence Brownlie | 11  | NP  |     |     |     |     | 0     |
| —   | John Weston       | 12  | 11  |     |     |     |     | 0     |
| —   | Don MacDonald     | 13  | Rit |     |     |     |     | 0     |
| —   | Grahame Harvey    | Rit | 10  |     |     |     |     | 0     |
| —   | Ken Smith         | Rit |     |     |     |     |     | 0     |
| —   | Pat McLoughlin    | Rit |     |     |     |     |     | 0     |
| —   | Dennis Marwood    | Rit | Rit |     |     |     |     | 0     |
| —   | Bill Thomasen     | NP  |     |     |     |     |     | 0     |
| —   | Kerry Grant       | NP  |     |     |     |     |     | 0     |
| —   | Paul Bolton       |     | NQ  |     | Rit | NP  |     | 0     |
| —   | Piers Courage     |     |     | Rit |     |     |     | 0     |
| —   | Spencer Martin    |     |     | Rit | Rit | Rit | Rit | 0     |
| —   | Greg Cusack       |     |     | Rit |     |     |     | 0     |
| —   | Graham Hill       |     |     |     | Rit |     |     | 0     |
| —   | Peter Macrow      |     |     |     |     | NC  |     | 0     |
| —   | Jack Hunnam       |     |     |     |     | Rit |     | 0     |
| —   | Peter Yock        |     | NQ  |     |     |     |     | 0     |
| Pos | Pilota            | NZL | LWT | LAK | AUS | SAN | SPT | Punti |

| Colore  | Risultato             |
| ------- | --------------------- |
| Oro     | Vincitore             |
| Argento | 2º posto              |
| Bronzo  | 3º posto              |
| Verde   | Finito a punti        |
| Blu     | Finito senza punti    |
| Viola   | Ritirato (Rit)        |
| Viola   | Non classificato (NC) |
| Rosso   | Non qualificato (NQ)  |
| Nero    | Squalificato (SQ)     |
| Bianco  | Non partito (NP)      |
| Bianco  | Non ha gareggiato     |
| Bianco  | Infortunato (INF)     |
| Bianco  | Escluso (ES)          |
| Bianco  | Gara cancellata (C)   |